# Mylocheilus caurinus
Mylocheilus caurinus és una espècie de peix cipriniforme de la família dels ciprínids.

## Morfologia
- Els mascles poden assolir 36 cm de longitud total.[2][3]

## Alimentació
Menja principalment insectes aquàtics i llurs larves, i, en segon terme, insectes terrestres, crustacis planctònics, mol·luscs i peixets.

## Depredadors
Als Estats Units és depredat per Micropterus salmoides, Ptychocheilus oregonensis, Sander vitreus i Phoca vitulina, i, al Canadà, per Mergus merganser americanus.

## Hàbitat
És un peix demersal i de clima temperat.

## Distribució geogràfica
Es troba a Nord-amèrica.